# Blaze (film, 1989)
Blaze är en amerikansk långfilm från 1989 i regi av Ron Shelton, med Paul Newman, Lolita Davidovich, Jerry Hardin och Gailard Sartain i rollerna. Filmen bygger på memoaren Blaze Starr: My Life as Told to Huey Perry (1974) av Blaze Starr och Huey Perry.

## Handling
Filmen berättar en till stora delar fiktiv historia om Earl Longs sista år. Long var en flamboyant guvernör i Louisiana, som enligt boken och filmen förälskade sig i den unga strippan Blaze Starr.

## Rollista
| Paul Newman       | – Gov. Earl K. Long |
| Lolita Davidovich | – Blaze Starr       |
| Jerry Hardin      | – Thibodeaux        |
| Gailard Sartain   | – LaGrange          |
| Jeffrey DeMunn    | – Eldon Tuck        |
| Richard Jenkins   | – Picayune          |
| Brandon Smith     | – Arvin Deeter      |
| Robert Wuhl       | – Red Snyder        |
| Michael Brockman  | – Bobby             |
| James Harper      | – Willie Rainach    |

## Utmärkelser

### Nomineringar
- Oscar: Bästa foto (Haskell Wexler)